# 大西洋肢鰩
大西洋肢鰩（學名：Cruriraja atlantis），為軟骨魚綱鰩目吞鰩科肢鰩屬的一種，分布於中西大西洋美國佛羅里達州到古巴北部海域，深度512至778公尺，本魚體盤上部呈淡棕色，下表面呈白色或淡黃色，尾巴下方呈淺暗色，第一、二背鰭之間的間隙較大，棲息在深海海域，為底棲性魚類，屬肉食性，卵生，生活習性不明。